# Fernando Aguiar-Branco
Fernando Guilherme de Aguiar Branco da Silva Neves GOIH (Coimbra, 17 de maio de 1923 - Porto, 28 de janeiro de 2021) foi um advogado português.

## Carreira
Licenciou-se em Direito, na Faculdade de Direito da Universidade de Coimbra, em 1947.
Começou o seu percurso profissional na magistratura do Ministério Público, tendo sido subdelegado do Procurador da República na Comarca da Póvoa de Varzim, nomeado em 1947. Entre 1948 e 1950 foi subdelegado da Direcção do Instituto Nacional de Trabalho e Previdência, no Porto. 
Em 1949 inicia a sua carreira como advogado. Em 1980 fundou a sociedade Aguiar-Branco & Associados, sediada no Porto. 
Presidiu à Caixa Sindical de Previdência dos Barqueiros, Fragateiros e da Construção Naval do Distrito do Porto, entre 1948 e 1951. Foi consultor jurídico da Companhia de Seguros Tranquilidade, desde 1952 até 1975 (data das nacionalizações) e do Banco Espírito Santo e Comercial de Lisboa, desde 1955 até 1970.
Foi vereador da Câmara Municipal do Porto, de 1972 a 1974, e eleito deputado à Assembleia Nacional, como independente, nas listas da Acção Nacional Popular, em 1973. 
Presidiu ao Conselho Distrital do Porto da Ordem dos Advogados e do seu Instituto da Conferência, entre 1972 e 1974. 
Foi presidente do Conselho de Administração da Fundação Eng. António de Almeida, desde 1973, foi presidente da Direção do Centro UNESCO do Porto, desde 1984, conselheiro da Fundação Mário Soares, desde 1996 e sócio honorário da Sociedade de Geografia de Lisboa (2009).
Recebeu a Medalha de Jerusalém (1979), a Comenda da Orden del Mérito Civil, de Espanha (1981), a Medalha de Mérito (Grau Ouro) da Câmara Municipal do Porto (1988), o Fraternitas Award, pela Universidade de Tulane nos Estados Unidos (1988), o grau de Grande-Oficial da Ordem do Infante D. Henrique (9 de Junho de 1994), a Medalha de Ouro da Ordem dos Advogados (1999) e a Medalha de Mérito Cultural, atribuída pelo Ministério da Cultura (2003), condecoração de Cavaleiro da «Ordine della Stella della Solidarietà Italiana» (2010) e a Medalha de Honra da Ordem dos Advogados (2011). Recebeu o Doutoramento Honoris Causa em Filosofia, pela Universidade de Coimbra (2000).
É autor de Dos Fideicomissos (1948), entre escritos de outra natureza, designadamente: Eng.° António de Almeida – Esboço Biográfico (1994); Digressões Autobiográficas (1997); Surtos vol. I (2000) e vol. II (2006), além de um livro de ficção, O segredo que sou (1998).

## Família
É filho de Fernando José da Silva Neves e de sua mulher Isabel Maria de Aguiar Branco.
Do seu casamento em Braga, Palmeira, a 15 de Dezembro de 1948 com Maria Laura de Amorim Rebelo Teixeira de Andrade e Castro (Porto, Cedofeita, 18 de Outubro de 1927), teve quatro filhos: Isabel Maria (1949), Augusto Fernando (1950), José Pedro (1957) e Eugénia Fernanda (1962).